# 1976年モントリオールオリンピックのトリニダード・トバゴ選手団
1976年モントリオールオリンピックのトリニダード・トバゴ選手団（1976ねんモントリオールオリンピックのトリニダード・トバゴせんしゅだん）は、1976年7月17日から8月1日にかけてカナダのモントリオールで開催された1976年モントリオールオリンピックのトリニダード・トバゴ選手団、およびその競技結果。

## 概要
今大会は金メダル1個を獲得した。トリニダード・トバゴ勢が金メダルを獲得したのは史上初。

## メダル
| メダル | 選手名                   | 競技 | 種目     |
| ------ | ------------------------ | ---- | -------- |
| 金     | ヘイズリー・クロフォード | 陸上 | 男子100m |